# Bahnhof Barking

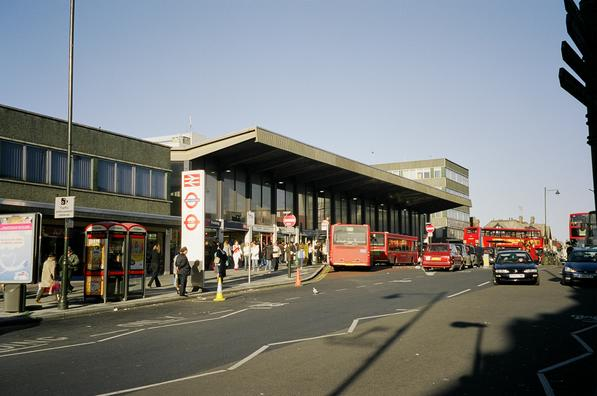
Bahnhofgebäude

Barking ist ein Bahnhof im Stadtbezirk London Borough of Barking and Dagenham. Die oberirdische Anlage, die auch eine Station der London Underground umfasst, ist eine der bedeutendsten Nahverkehrsdrehscheiben im Osten Londons. Sie liegt in der Travelcard-Tarifzone 4 an der Station Parade. Im Jahr 2014 nutzten 15,59 Millionen U-Bahn-Fahrgäste den Bahnhof, hinzu kommen 9,675 Millionen Fahrgäste der Eisenbahn.

## Anlage

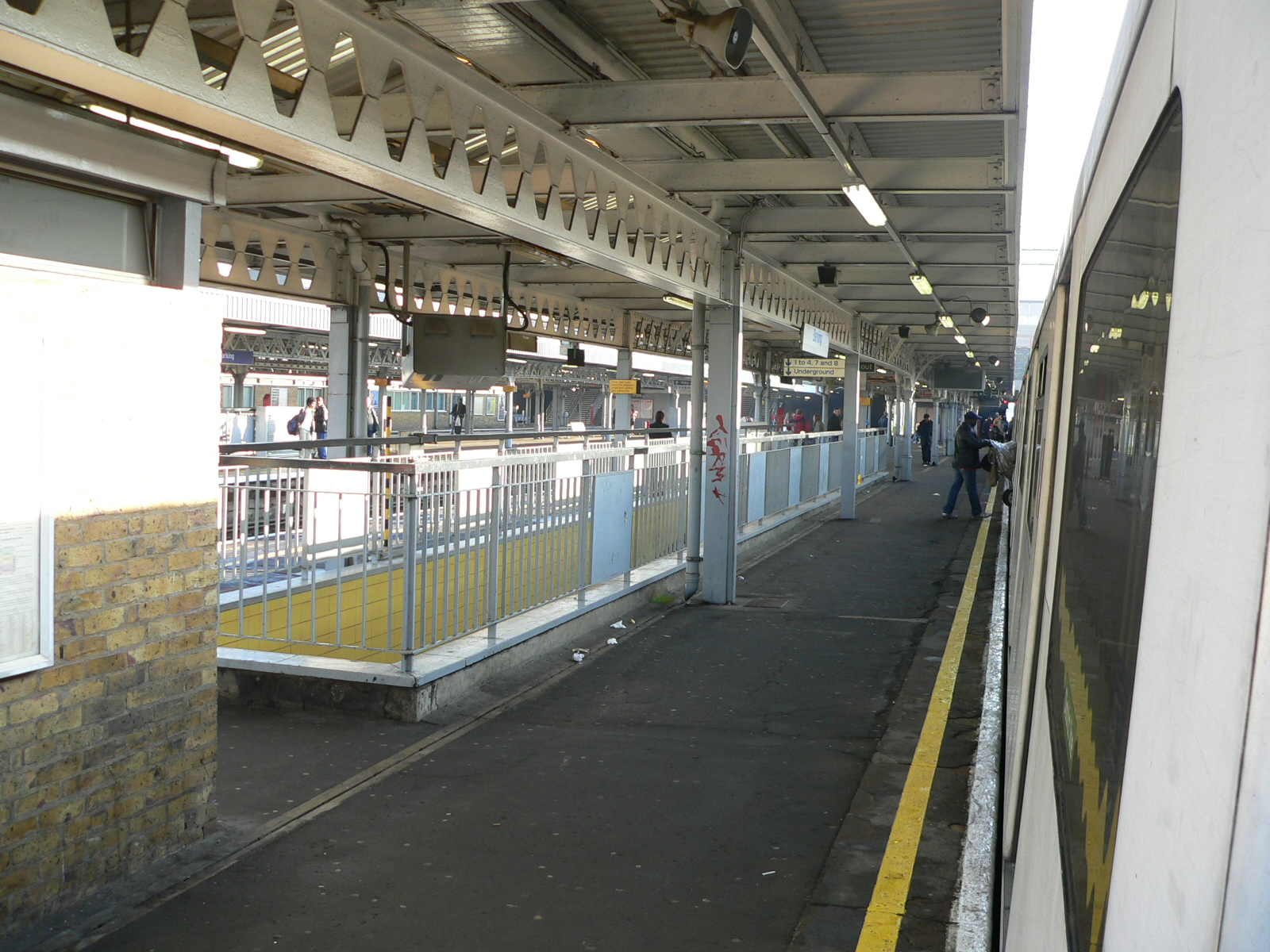
Inselbahnsteig der District Line

Im Bahnhof mit insgesamt neun Gleisen treffen vier verschiedene Bahnstrecken zusammen. Die wichtigste ist die von West nach Ost verlaufende London, Tilbury and Southend Railway, auf der Züge der Bahngesellschaft c2c zwischen dem Londoner Kopfbahnhof Fenchurch Street und Southend-on-Sea sowie die District Line der London Underground auf dem Weg nach Upminster verkehren. Barking ist die östliche Endstation der Hammersmith & City Line, deren Züge am frühen Morgen, späten Abend und an Sonntagen jedoch bereits in Whitechapel wenden.
Südöstlich des Bahnhofs zweigt eine Nebenlinie der London, Tilbury and Southend Railway ab, die über Tilbury nach Southend-on-Sea verläuft. Im Nordwesten zweigt eine weitere Nebenlinie ab; die Bahnstrecke Gospel Oak–Barking ist im Gegensatz zu den anderen nicht elektrifiziert, wird von London-Overground-Zügen befahren und führt über Blackhorse Road nach Gospel Oak am südlichen Rand des Hampstead Heath. Bei der vierten Strecke handelt es sich um den Tunnel der Hochgeschwindigkeitsstrecke High Speed 1, die unter dem Bahnhofsgelände verläuft und im November 2007 eröffnet wurde; eine Verbindung zu den übrigen Strecken besteht jedoch nicht.
Die Schalterhalle steht seit 1995 unter Denkmalschutz (Grade II).

## Geschichte
Die Bahngesellschaft London, Tilbury and Southend Railway (LT&SR) eröffnete den Bahnhof am 13. Juni 1854, als sie die Strecke nach Tilbury in Betrieb nahm. 1888 kam die direkter verlaufende Strecke in Richtung Southend-on-Sea hinzu. Die LT&SR und die Midland Railway bauten gemeinsam die Strecke nach Gospel Oak und nahmen diese 1894 in Betrieb.
Ab 2. Juni 1902 bediente die District Line den Bahnhof Barking und verkehrte weiter auf den Gleisen der LT&SR bis nach Upminster. Der U-Bahn-Betrieb endete vorläufig am 30. September 1905 auf dem gesamten Teilstück östlich von East Ham. Nach der Elektrifizierung eines kurzen Teilstücks fuhren die U-Bahn-Züge ab 1. April 1908 wieder bis nach Barking. Am 12. September 1932 wurde der Betrieb wieder bis nach Upminster ausgedehnt. Die Metropolitan Line bediente den Bahnhof erstmals am 30. März 1936 (die östliche Zweigstrecke wurde 1988 an die Hammersmith & City Line übertragen).